# SHACHI
SHACHI（シャチ）は、1994年に結成された静岡県磐田市出身のパンクロックバンド。
2010年12月に解散するも、2015年1月より活動再開。
2024年結成30周年を迎える。

## メンバー

### 現在のメンバー
- TAKE（Vo、Gt、作詞、作曲）

1975年9月17日生まれ。サングラスとリストバンドがトレードマーク。好きなものは芋焼酎と釣り。INDIES ROCK RADIOにてラジオパーソナリティを務める。
- HIDETA（Vo、Ba、作詞、作曲）

1975年7月27日生まれ。ステージでは首元にバンダナを巻いている事が多い。HIDETA名義でアコースティックギターでのソロ活動もしている。甘い物担当。
- KAITA（Drums、Cho）

1986年1月11日生まれ。サポート期間を経て2024年1月より正式加入。(元ONE'S TRUTH、GENERAL HEAD MOUNTAIN) 得意料理は鶏の唐揚げ。

### 過去のメンバー
- TATSUHITO（Drums）「TEENS' MUSIC FESTIVAL」全国大会後の1995年6月脱退、現・ATATA
- SUBE（Drums）TATSUHITO脱退後に加入、2006年6月、渋谷 O-EASTでのローリングクレイドル主催[RGCK!]にて脱退、現・GOODBYE ME,HAVE A NICEDAY
- hankn（Drums、Cho）2006年6月加入、2010年12月の解散時まで活動。
- JIYOUNG（Drums、Cho）2015年1月の再始動より加入、2023年8月脱退。

## 来歴
1994年に、メンバー達の地元である静岡県磐田市で結成された。
結成後、1年足らずでヤマハの「TEENS' MUSIC FESTIVAL」に出場し、全国大会オーディエンス賞受賞という経歴のパンクバンドである。
このときの受賞曲「ゴミ」が、TAKEの運営するDUSTBOX RECORDSの名前の由来となっている。当初は東京を中心とするライブ活動を行なっていたが、ハンサム兄弟らの所属していたリアス式海岸レーベルから初アルバムをリリースした2000年に初の全国ツアーを行なって以降、2005年までツアーバンドとして全国を回り、青春パンクブームの一翼を担った。2007年には、渋谷CLUB QUATTROで行なわれた1000回記念単独ライブの模様がDVDとしてリリースされた。
DUSTBOX RECORDSは、SABOTENのファーストアルバムを全国流通で再発し、セカンドアルバムをリリースするなど、TAKEの注目したバンドをリリースするレーベルである。SHACHI作品は、2003年以降、元トランキ・リナライズド・レコードのMUSHAxKUSHA（高知）と共に立ち上げたUn-do レーベルの名義でリリースされている。
2010年12月23日、ENDING ROLL 渋谷CLUB QUATTROにて解散。16年の活動の幕を閉じる。
その後、2015年1月1日元旦に再始動。
2024年結成から30周年を迎え、全国35か所ツアーを発表。

## 概要
タイプの異なったツインボーカルがそれぞれが作った曲を自分で歌うという珍しいスタイルをとっている。主にTAKEは初期パンクに影響されたノリのいい曲、HIDETAはポップなロックを作ることが多いが、歌詞においてはどちらの曲も、ひたすら前向きであるという共通点がある。

## 名前の由来
公式サイトによると、SHACHIという名前は、海という音楽シーンの中で、クジラのような大物のバンドも喰べてしまう、また、見た目は可愛くて触りやすいが、牙をむいたら怖い（外見は触りやすいが、歌詞の中身にも手を抜かない）という意味合いで付けられたという。

## エピソード
- HIDETAとTAKEの不仲説が度々浮上するがそんな事はないらしい。
- 解散後、また一緒にやろうと声をかけたのはTAKEであり、HIDETAはすごく嫌で最初は断ったとインタビューで語っているが、最後には「あれよあれよという間にTAKEの誘いに引き込まれていきました。」と言っている[3]。
- 1997年に新宿ANTI-KNOCKで開催した第1回イベントから始まり、第30回まで行われた自主企画「Where is my Dr.Martens?」は、SHACHIオリジナル・イベントのタイトルであり、"Dr.Martens＝パンク・スピリッツ"に置き換え、何度も自分たちのパンク魂を確認するという意味を持ったものである。その後、2008年に開催したライヴ1,000本目記念のワンマン・イベント「Get the Martens」を節目にして一度終止符を打ったが、再始動後の2018年1月16日、下北沢SHELTER公演の搬出時に、TAKEがステージ用に使用していたDr.Martensのブーツを紛失してしまったことがきっかけにより、10年ぶりに再び「Where is my Dr.Martens?」を復活させ、2018年7月よりワンマンツアーを行うことを発表した[4][5]。

## メディア
- 静岡県磐田市 地域みっちゃく生活情報誌®わたいろくらぶ 2018年3月号Vol.08 表紙 & INTERVIEW掲載[6]
- FMルピナス86.0MHｚ番組表 2023年1月-3月号表紙（INDIES ROCK RADIO）
- Bollocks No.073 - 2024年5月31日発売 "30GROWING UP"インタビュー掲載[7]

## ラジオ
- INDIES ROCK RADIO - SHACHIのTAKEと篠原優依が送るインディーズバンドのためのトークバラエティ番組！毎週水曜日深夜0:00～放送（初回放送2022年6月15日）FMルピナス86.0MHｚ[8][9]

## ミュージックビデオ
| 監督   | 曲名                                 | 備考   |
| ------ | ------------------------------------ | ------ |
| TAKE   | 「Gypsy」                            |        |
| 不明   | 「孤高の花」                         |        |
| 不明   | 「誇憧」                             |        |
| 不明   | 「All for One」                      |        |
| 不明   | 「never mind」                       |        |
| HIDETA | 「メリー･イエロー」                  |        |
| 不明   | 「worry」                            |        |
| 不明   | 「FORWARD」                          |        |
| 不明   | 「スタートライン」                   |        |
| TAKE   | 「ワンモアタイム」                   |        |
| TAKE   | 「SINGIN' SWINGIN' ALL DEAR RUDIES」 | [ 10 ] |
| 不明   | 「ヒマワリ」                         |        |
| 不明   | 「クサルナフサグナ」                 |        |
| 不明   | 「Deeproot」                         |        |